# Carlo Giuseppe Guglielmo Botta

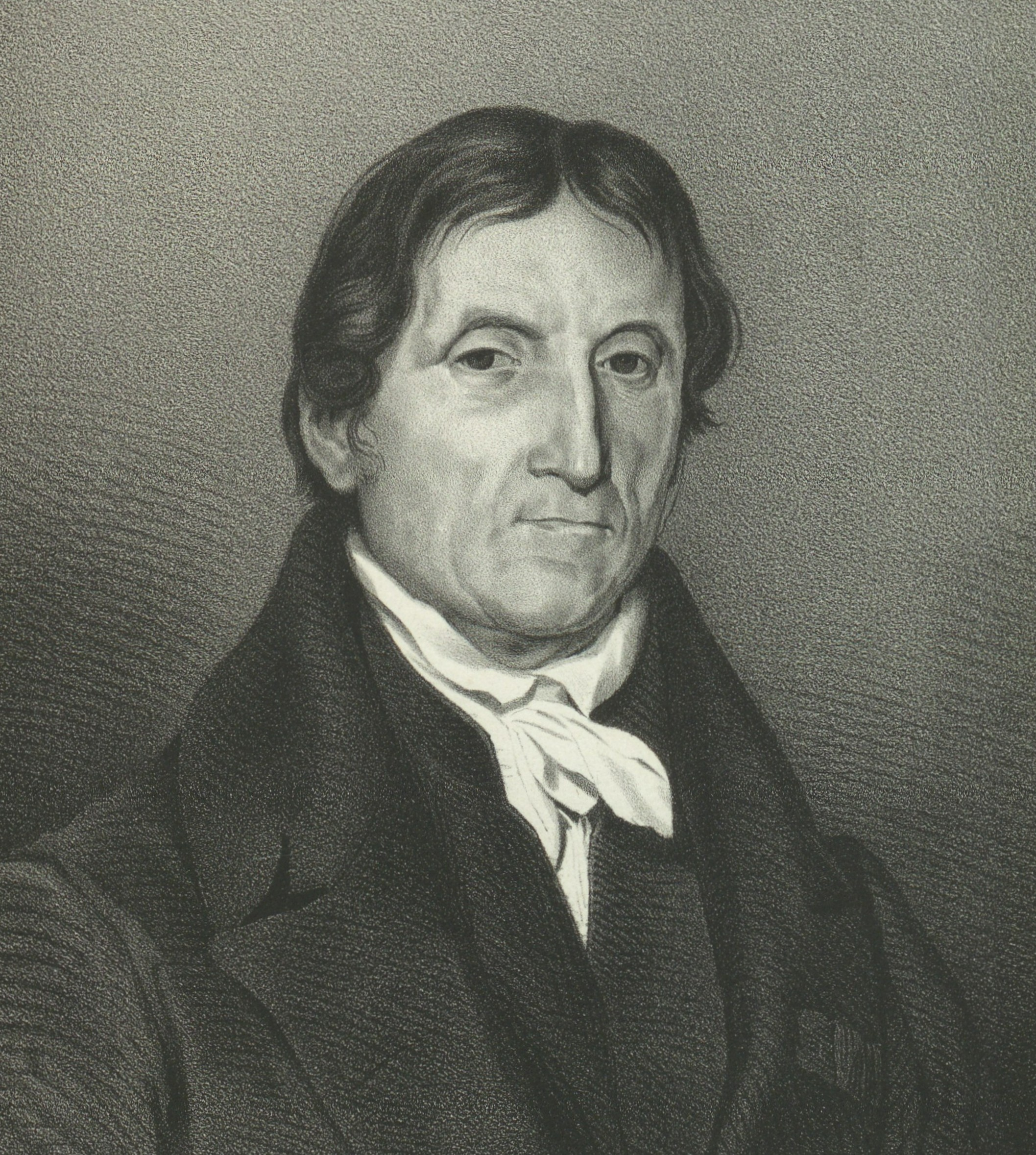
Carlo Giuseppe Guglielmo Botta

Carlo Giuseppe Guglielmo Botta (* 6. November 1766 in San Giorgio Canavese, Savoyen-Piemont; † 10. August 1837 in Paris) war ein italienisch-französischer Historiker und Politiker.

## Leben
Carlo Giuseppe Guglielmo Botta schloss sein Studium der Medizin an der Universität Turin 1786 im Alter von etwa 20 Jahren ab. Er befürwortete eifrig die Maximen der Französischen Revolution und wurde im Mai 1794 als angeblicher Verschwörer mehr als ein Jahr inhaftiert. Nach seiner Freilassung im September 1795 begab er sich nach Frankreich und wurde 1796 Feldarzt bei der dortigen Alpenarmee. Als Militärarzt machte er den Feldzug des von ihm anfangs sehr verehrten Napoleon Bonaparte gegen Italien und 1797 die Expedition nach Korfu mit, von der er 1798 nach Italien zurückkehrte. Im Dezember 1798 wurde er von Barthélemy-Catherine Joubert zum Mitglied der provisorischen italienisch-französischen Regierung Piemonts ernannt. Im April 1799 kam Piemont jedoch kurzzeitig zu Frankreich.
Als im Juni 1799 ein österreichisch-russisches Heer in Italien eindrang und die französischen Truppen vertrieb, flüchtete Botta wieder nach Frankreich und arbeitete als Militärarzt in Grenoble. Am 9. Juni 1800 heiratete er Antoinette Vierville und sollte mit ihr drei Söhne bekommen. Nach der für Napoleon siegreichen Schlacht bei Marengo (14. Juni 1800) wurde Botta Mitglied der Consulta sowie anschließend von Oktober 1800 bis April 1801 Mitglied des Exekutivausschusses Piemonts. Dieses Land wurde im September 1802 mit Frankreich vereinigt. Botta lebte danach in Paris und war seit 1804 sowie in einer zweiten Funktionsperiode seit 1809 Abgeordneter des Départements Doire in der französischen gesetzgebenden Versammlung, zu deren Vizepräsidenten er 1808 gewählt wurde. Allerdings kritisierte er den Regierungsstil Napoleons als despotisch, zog sich deshalb dessen Missgunst zu und stimmte 1814 für Napoleons Absetzung. Nun endete seine politische Karriere. Aus Angst vor Verfolgungen in seiner Heimat nahm er am 25. Februar 1815 die französische Staatsbürgerschaft an.
Während der hunderttägigen Rückkehr Napoleons an die Macht war Botta 1815 Rektor der Universität Nancy. Unter dem Bourbonenherrscher Ludwig XVIII. übte er seit 1817 das Amt eines Rektors der Universität Rouen aus, wurde aber 1822 aufgrund klerikalen Einflusses entlassen. Danach zog er sich ins Privatleben zurück. Nachdem sein Gönner Karl Albert 1831 König von Sardinien geworden war, erhielt er von diesem eine jährliche Pension von 4000 Lire und die Erlaubnis, seine Heimat Piemont wiederzusehen, wo er sich im September/Oktober 1832 aufhielt. Anschließend kehrte er nach Paris zurück und starb hier 1837 im Alter von 70 Jahren. Seine sterblichen Überreste wurden 1875 in die Kirche Santa Croce zu Florenz überführt.
Botta verfasste mehrere eher unkritische historische Werke, u. a. 1809 eine in den Vereinigten Staaten sehr gut aufgenommenen Darstellung der Amerikanischen Revolution sowie 1824 ein Werk über die Geschichte Italiens von 1789 bis 1814. Diesem ließ er 1832 eine die Epoche zwischen 1534 und 1789 abdeckende Geschichte Italiens folgen, die wiederum Francesco Guicciardinis von 1490 bis 1534 reichendes Buch zu demselben Thema fortsetzte. Die drei letztgenannten Werke wurden zusammen als Storia d’Italia dal 1490 al 1814 (Paris 1832, 20 Bände) herausgegeben. Seit 1801 gehörte er der Accademia delle Scienze di Torino an, 1824 wurde er Mitglied der Accademia della Crusca in Florenz.
Paul-Émile Botta, ein Sohn von Carlo Giuseppe Guglielmo Botta, war ein bedeutender Archäologe, der u. a. bei Ausgrabungen 1843/44 in Chorsabad einen neuassyrischen Palast freilegte.

## Werke
- Storia naturale e medica dell’isola di Corfù (Mailand 1798)
- Souvenirs d’un voyage en Dalmatie (Turin 1802)
- Précis historique de la Maison de Savoie et du Pièmont (Paris 1802)
- Storia della guerra d’indipendenza degli Stati Uniti d’America (Paris 1809, 4 Bände; englische Ausgabe History of the War of the Independence of the United States of America, Philadelphia 1820–1821)
- Il Camillo o Veio conquistato (Paris 1815), Epos in 12 Gesängen
- Storia d’Italia dal 1789 al 1814 (Paris 1824, 4 Bände; deutsche Ausgabe von Förster, Quedlinburg 1827–1831, 8 Bände)
- Histoire des peuples d’Italie (Paris 1825, 3 Bände)
- Storia d’Italia continuata da quella del Guicciardini dal 1534 sino al 1789 (Paris 1832, 10 Bände)